# Brachiacantha dentipes
Brachiacantha dentipes är en skalbaggsart som först beskrevs av Fabricius 1801.  Brachiacantha dentipes ingår i släktet Brachiacantha och familjen nyckelpigor. Inga underarter finns listade i Catalogue of Life.